# Il mio prossimo amore (Romina Falconi)
Il mio prossimo amore è un singolo della cantante italiana Romina Falconi, pubblicato nel 2014.

## Tracce
1. Il mio prossimo amore – 3:46